# Sasano Ciducano

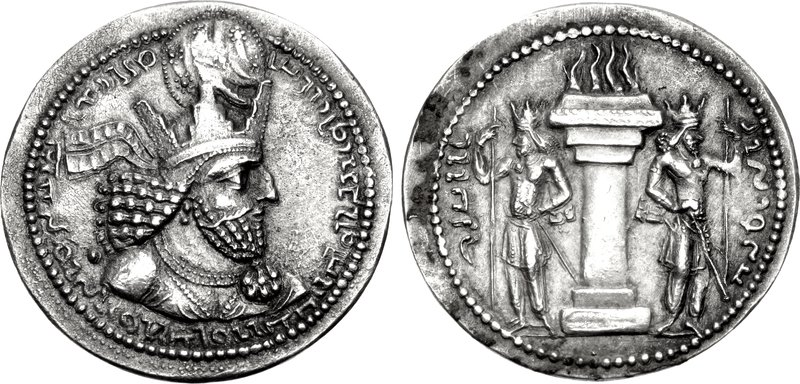
Dracma de Sapor cunhado ca. 240-244

Sasano (em persa médio: Sāsān; em parta: Sāsān; em grego clássico: Σασαν; romaniz.: Sasan) foi um nobre sassânida do século III, ativo durante o reinado do xá Sapor I (r. 240–270). É citado na lista de dignitários da inscrição Feitos do Divino Sapor na qual aparece em sétima posição. Estava em terceiro lugar no grupo de cinco príncipes (BRBYTA, wispuhr) citados na lista, todos eles certamente membros da casa reinante, porém é impossível determinar apenas com tal inscrição quão próximo da linhagem principal ele estava.
Segundo o mesmo trecho da inscrição, Sasano foi entregue a família Ciducano para ser educado ([ī] pad Kadugān dāšt'' em persa médio, čē pad Kadugān derd em parta; tou <ei>s Kidoukan anatraphéntos em grego), uma prática comum da realeza iraniana, cujos príncipes, sobretudo príncipes reinantes, além de membros da alta nobreza, eram educados por outras famílias nobres. A família que o acolheu, ao aceitá-lo como "filho adotivo", está presa a uma situação jurídica na qual o pai adotivo deve cuidar de seu filho até ele atingir a maioridade.